# 19294 Веймут
19294 Веймут (19294 Weymouth) — астероїд головного поясу, відкритий 6 серпня 1996 року.
Тіссеранів параметр щодо Юпітера — 3,509.